# Abkommen von Aberdyfi
Das Abkommen von Aberdyfi war eine 1216 beschlossene Erbteilung unter den Nachfahren von Lord Rhys, das die seit Mitte der 1190er andauernden Kämpfe um die Aufteilung des walisischen Fürstentums Deheubarth beendete. 

## Vorgeschichte
Noch zu Lebzeiten von Lord Rhys begannen Streitereien zwischen seinen Söhnen um die Aufteilung des Reiches, bei denen Lord Rhys selbst 1194 kurzzeitig von zweien seiner Söhne in Nevern Castle eingekerkert wurde. Nach seinem Tod 1197 folgten jahrelange erbitterte Erbfolgekriege zwischen seinen Söhnen und deren Nachfahren. Deheubarth zerfiel in mehrere Teilfürstentümer, die sich in wechselnden Allianzen, in denen unter anderem Gwenwynwyn von Powys Wenwynwyn und der englische König Johann involviert waren,  bekämpften. Das nach 1170 ebenfalls in mehrere Teilfürstentümer zerfallene Gwynedd wurde dagegen zu Beginn des 13. Jahrhunderts unter Führung von Llywelyn ab Iorwerth wieder vereint, und nach 1212 konnte Llywelyn rasch die Vormachtstellung unter den walisischen Fürsten erlangen.

## Versammlung von Aberdyfi
Im Frühjahr 1216 berief Llywelyn ab Iorwerth die walisischen Fürsten zu einer Versammlung nach Aberdyfi Castle in Ceredigion. Bei dieser Versammlung wurden die verbliebenen Teile von Deheubarth unter den Nachfahren von Lord Rhys nach walisischem Recht aufgeteilt: der jüngste Anspruchsteller teilte das Reich auf, anschließend durfte der älteste Anspruchsteller seinen Anteil wählen. So erhielt Maelgwn ap Rhys mit Dyfed (mit Carmarthen, Cemais und Cilgerran) den westlichen Teil des Reiches, Ceredigion südlich des River Aeron sowie Llanmyddyfri. Rhys Gryg erhielt das Cantref Mawr in Ystrad Tywi sowie Cantref Bychan und Cydweli, während die Söhne von Gruffydd ap Rhys, Owain und Rhys Ieuanc, Ceredigion nördlich des Aeron erhielten. Im Gegenzug erkannten die Nachfahren von Lord Rhys die Oberherrschaft von Llywelyn ab Iorwerth an.

## Folgen
Das Abkommen von Aberdyfi beendete die Erbfolgekriege in Deheubarth. Nachdem Rhys Ieuanc 1222 ohne männliche Nachkommen gestorben war, kam es zu einer erneuten Teilung Ceredigions zwischen Maelgwn und Rhys Bruder Owain. Durch weitere Erbteilungen innerhalb der einzelnen Teilfürstentümer wurden diese zu kleinen Unterherrschaften, die großteils ihre Bedeutung verloren hatten und von Gwynedd oder dem englischen König abhängig blieben. Durch die Eroberung von Wales durch König Eduard I. verloren sie bis 1287 endgültig ihre Unabhängigkeit und wurden von englischen Truppen erobert.